# La Soucoupe volante
Pour plus de détails, voir Fiche technique et Distribution.
La Soucoupe volante (titre original : Il disco volante) est un film italien réalisé par Tinto Brass, sorti en 1964.

## Fiche technique
- Titre original : Il disco volante
- Titre français : La Soucoupe volante
- Réalisation : Tinto Brass
- Scénario : Rodolfo Sonego
- Musique : Piero Piccioni
- Production : Dino De Laurentiis
- Pays d'origine : Italie
- Genre : comédie, science-fiction
- Date de sortie : 1964

## Distribution
- Alberto Sordi : Sergent Vincenzo Berruti / Marsicano / Don Giuseppe / Conte Momi Crosara
- Monica Vitti : Dolores
- Eleonora Rossi Drago : Clelia
- Silvana Mangano : Vittoria
- Guido Celano : le demi-frère de Vittoria
- Liana Del Balzo : la mère de Dolores
- Lars Bloch : Un physicien
- Erika Blanc (non créditée)
- Graziella Polesinanti : comtesse Crosara (non créditée)